# Leonardo Delfini
Leonardo Delfini, detto il Genovese (Genova, ... – Nîmes, 1438), è stato un vescovo cattolico italiano, soprannominato "Le Génois" ("il Genovese").

## Biografia
Appartenente alla famiglia genovese dei Delfini, fu stretto collaboratore del cardinale Oddone Colonna (poi Martino V) durante lo scisma d'Occidente. Dottore in legge, fu da prima nominato arcidiacono di Posquières. Dopo la morte di Nicolas Habert, Martino V, senza attendere l'elezione del capitolo, lo nominò nel 1429 vescovo di Nimes. I canoni, riunendo per forma, confermano questa scelta. Dalla fine dello scisma, la chiesa di Nimes è stata annessa a quella di Roma. Il suo amministratore apostolico fu Ugo-Lancelotto di Lusignan, ma gli successe Guglielmo di Champeaux.